# Jahir Ocampo
Jahir Ocampo Marroquinn (ur. 12 stycznia 1990 w Meksyku) – meksykański skoczek do wody.
Zdobywca brązowego medalu w skokach synchronicznych z trampoliny 3-metrowej na Mistrzostwach Świata w Pływaniu 2013 w Barcelonie. W 2015 został złotym i srebrnym medalistą igrzysk panamerykańskich, natomiast dwa lata później został brązowym medalistą uniwersjady.
W 2016 roku zajął 5. pozycję w zawodach w konkurencji skoku synchronicznego z trampoliny 3 m, rozgrywanych podczas igrzysk olimpijskich w Rio de Janeiro.